# 53
53 (LIII) var ett normalår som började en måndag i den julianska kalendern.

## Händelser

### Okänt datum
- Kejsar Claudius avlägsnar Agrippa II från tetrarkin i Chalcis.
- Claudius får senaten att utfärda ett påbud, vilket ger överhöghet över finanserna till de kejserliga prokuratorerna. Detta är en signifikativ stärkning av den kejserliga makten över senaten.
- Nero gifter sig med Octavia.
- Claudius antar Nero som sin arvinge, och förbigår därmed Britannicus, hans son med hans första fru Messalina.
- Seneca d.y. skriver tragedin Agamemnon, vilken han ämnar läsa som de sista kapitlet i en trilogi, i övrigt bestående av två av hans andra tragedier, Media och Œdipus.
- Euodius efterträder Petrus som patriark av Antiokia.

## Födda
- 18 september – Trajanus, romersk kejsare 98–117
- Kanishka, indisk kung över kushanerna och beskyddare av buddhismen
- Saturninus, syrisk teolog